# Moosbach (Drakestraße)
Koordinaten: 62° 9′ 0″ S, 58° 57′ 0″ W
Der Moosbach ist ein kurzer Bach im Norden der Fildes-Halbinsel von King George Island, der größten der Südlichen Shetlandinseln. 
Er ist der südlichste von drei benannten Zuflüssen der See-Elefanten-Bucht an der Westküste der Halbinsel. Der Bach fließt in nordwestliche Richtung auf das südliche Ufer der Bucht zu. Nach Nordwesten schließen sich See-Elefanten-Bach und Gletscherbach an.
Im Rahmen zweier deutscher Expeditionen zur Fildes-Halbinsel in den Jahren 1981/82 und 1983/84 unter der Leitung von Dietrich Barsch (Geographisches Institut der Universität Heidelberg) und Gerhard Stäblein (Geomorphologisches Laboratorium der Freien Universität Berlin) wurde der Bach zusammen mit zahlreichen weiteren bis dahin unbenannten geographischen Objekten der Fildes-Halbinsel neu benannt und dem Wissenschaftlichen Ausschuss für Antarktisforschung (Scientific Committee on Antarctic Research, SCAR) gemeldet.